# Cofradía de los Estudiantes (Cáceres)
La Franciscana Cofradía Penitencial del Vía Crucis y del Santísimo Cristo del Calvario, más conocida como Cofradía de los Estudiantes, es una hermandad de la Semana Santa de Cáceres, en España.
Tiene su origen el 28 de octubre de 1958 tras la aprobación por el obispo D. Manuel Llopis Iborra. La cofradía nace con el objeto de ampliar la fe en Cristo entre los jóvenes de la ciudad, especialmente arraigada a los estudiantes del Colegio San Antonio de Padua, los cuales fueron propulsores y fundadores de la misma junto al apoyo de la comunidad franciscana.
Su sede canónica se encuentra en la Iglesia y convento de Santo Domingo  y procesiona el Viernes Santo por la mañana.

## Historia
La cofradía de los estudiantes tiene su origen en un grupo de jóvenes estudiantes y exalumnos del Colegio San Antonio de Padua los cuales, por cercanía al convento de Santo Domingo, profesaban una profunda admiración y fe hacia la imagen del crucificado que estaba cerca del altar mayor.
En 1958 finalmente aprueban sus reglas y la cofradía es una realidad, la comunidad franciscana cede al Stmo. Cristo del Calvario con el objeto de volver a rendirle cultos. En 1959 procesiona por primera vez en la noche del Jueves Santo, lo haría así hasta 1963 donde pasará al Viernes Santo por la mañana. Durante los primeros años hace frente a las adversidades de una época convulsa en la Semana Santa cacereña. Gracias a su vinculación con el Colegio San Antonio y a su evolución patrimonial consigue consolidarse una vez superada la década de 1970. 
Desde su creación la cofradía realiza obras de caridad como su Operación Kilo con la que ha estado apoyando en los últimos años a la Casa de la Misericordia de Alcuéscar.

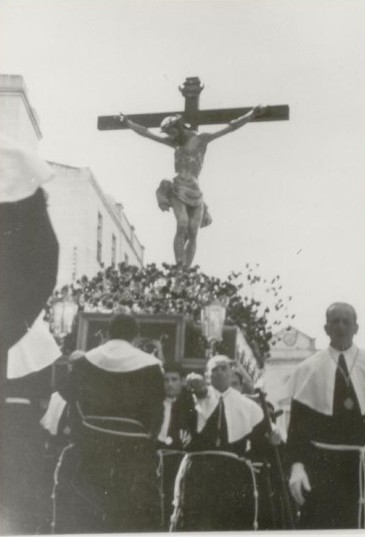
Stmo. Cristo del Calvario en una imagen de los años 1959-1961

La cofradía realiza su estación de penitencia en la mañana del Viernes Santo hacia la Iglesia de San Juan Bautista (De los Ovejeros), en sus primeros años procesionaba en unas andas de pequeñas dimensiones que permitía al crucificado lucir de forma vertical, no obstante el paso de los años y la ampliación a nuevas andas impidieron esto pasando a lucir sobre un monte de claveles rojos de forma recostada. Como curiosidad el brezo que recubre los dos metales que sostienen a la Sagrada Imagen son recogidos del campo cacereño en los días previos a la Pascua.
En 2008 cumplen el 50 Aniversario de fundación con una exposición de sus enseres, de donde destaca la antigua cruz del Cristo, una reliquia que la cofradía guarda con especial cariño y devoción.También durante ese año y de forma excepcional cambiaria el itinerario: Plaza Mayor, Arco de la Estrella, Plaza de Santa María (donde se celebró un acto penitencial presidido por el señor obispo D. Francisco Cerro y la lectura de la Bendición que S.S. el Papa efectuó con motivo del L Aniversario de la cofradía)
En 2024, y por propia iniciativa de la cofradía, participan en la Magna Mariana "Madre de Todos" organizado por la cofradía de la Virgen de la Montaña, contando con el permiso de la fraternidad franciscana procesionan por las calles a la Copatrona de la ciudad Ntra. Sra. del Rosario sobre las andas del Stmo. Cristo de la Buena Muerte. Un hito histórico en la ciudad pues en la plaza mayor patrona y copatrona estuvieron juntas en un acto histórico para la ciudad de Cáceres.
En la actualidad la cofradía sigue con su labor caritativa y la formación hacia sus hermanos, también impulsa la fraternidad con veladas literarias, excursiones, celebraciones. Edita anualmente una revista llamada Calvario donde se intenta acercar aún mas la cofradía a sus hermanos y hermanas.

## Imaginería de la Hermandad

### Santísimo Cristo del Calvario

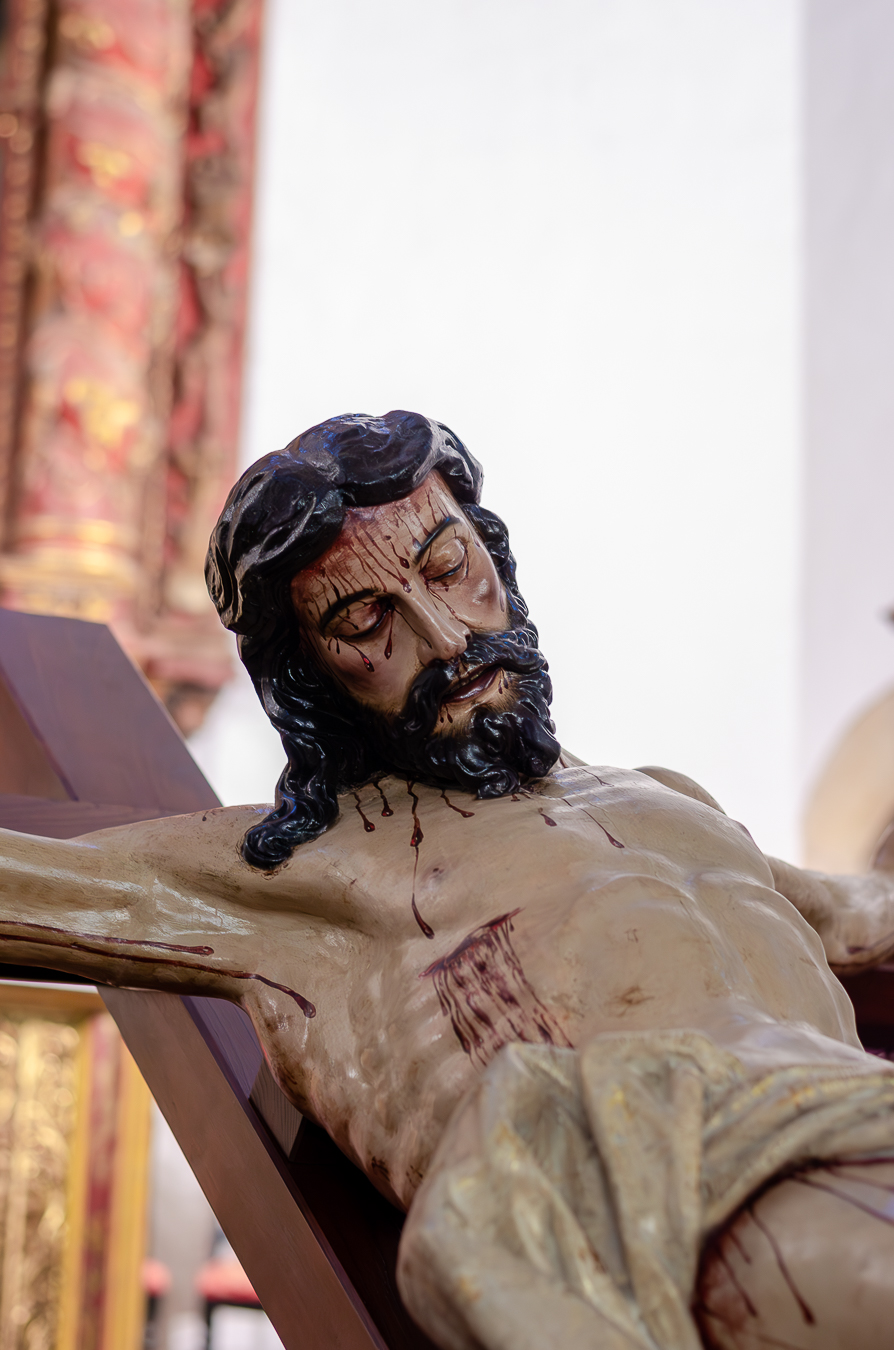
Santísimo Cristo del Calvario en su culto anual

La imagen es obra del artista Gregorio Fernández datada de finales del siglo XVI representa a Cristo alanceado y muerto en la cruz, su cuerpo presenta un ligero descendimiento. Su cuerpo presenta las marcas de la crucifixión y flagelación no obstante su rostro refleja serenidad. Es de un tamaño mayor al natural en los crucificados de la época. 
La talla era conocida también con el nombre del Santísimo Cristo de la Buena Muerte y con el sobrenombre de Cristo de los Estudiantes de forma popular. Fue restaurada en varias ocasiones debido a problemas de carcoma y pequeñas grietas, la cruz tuvo que ser sustituida por una de nueva hechura debido al inmenso peso que carga sobre ella. La antigua cruz es una reliquia para la cofradía y procesionó en el Vía Crucis de la Unión de Cofradías en 2024.
La imagen fue donada por la familia Camarena al Convento de Santo Domingo a finales del siglo XV, se desconoce hasta la fecha si a los Padres Dominicos o a los Padres Franciscanos. La comunidad franciscana cede la imagen del crucificado a la cofradía tras su constitución en 1958, desde entonces la cofradía se encarga del culto, procesión y conservación de la Sagrada Imagen.
El Santísimo Cristo del Calvario procesiona actualmente sobre unas andas de madera de grandes dimensiones, sobre ellas un monte de claveles y brezos como exorno floral. Como dato adicional antiguamente se realizaba una campaña llamada "Operación Clavel", en la cual un gran número de familias cacereñas aportaban dinero para sufragar los claveles del paso. Gracias a esto la cofradía podía mantener a la imagen durante todo el año. Actualmente tras finalizar la procesión dos hermanos de carga se suben a las andas y van recogiendo los donativos de todos aquellos que quieran llevarse claveles del paso.

## Procesión
La salida procesional de esta Hermandad cuenta con una relevante personalidad propia, inicia el cortejo la Banda de Cornetas y Tambores "Santísimo Cristo del Humilladero", tras ella un amplio cortejo donde destaca una multitud de hermanos infantiles así como de alumnos y exalumnos del colegio San Antonio de Padua. Finalmente el paso del Santísimo Cristo del Calvario, precedido de un amplio número de mantillas, a los sones de la banda de música.
La banda interpreta durante toda la procesión una amplitud de marchas, desde corte militar (Novio de la Muerte) hasta marchas alegres (Concha). 
Tradicionalmente a su paso por General Ezponda se interpreta la ya mencionada marcha Novio de la Muerte, marcha que es cantada por los hermanos de carga siendo uno de los momentos más emotivos y populares de la Semana Santa de Cáceres.

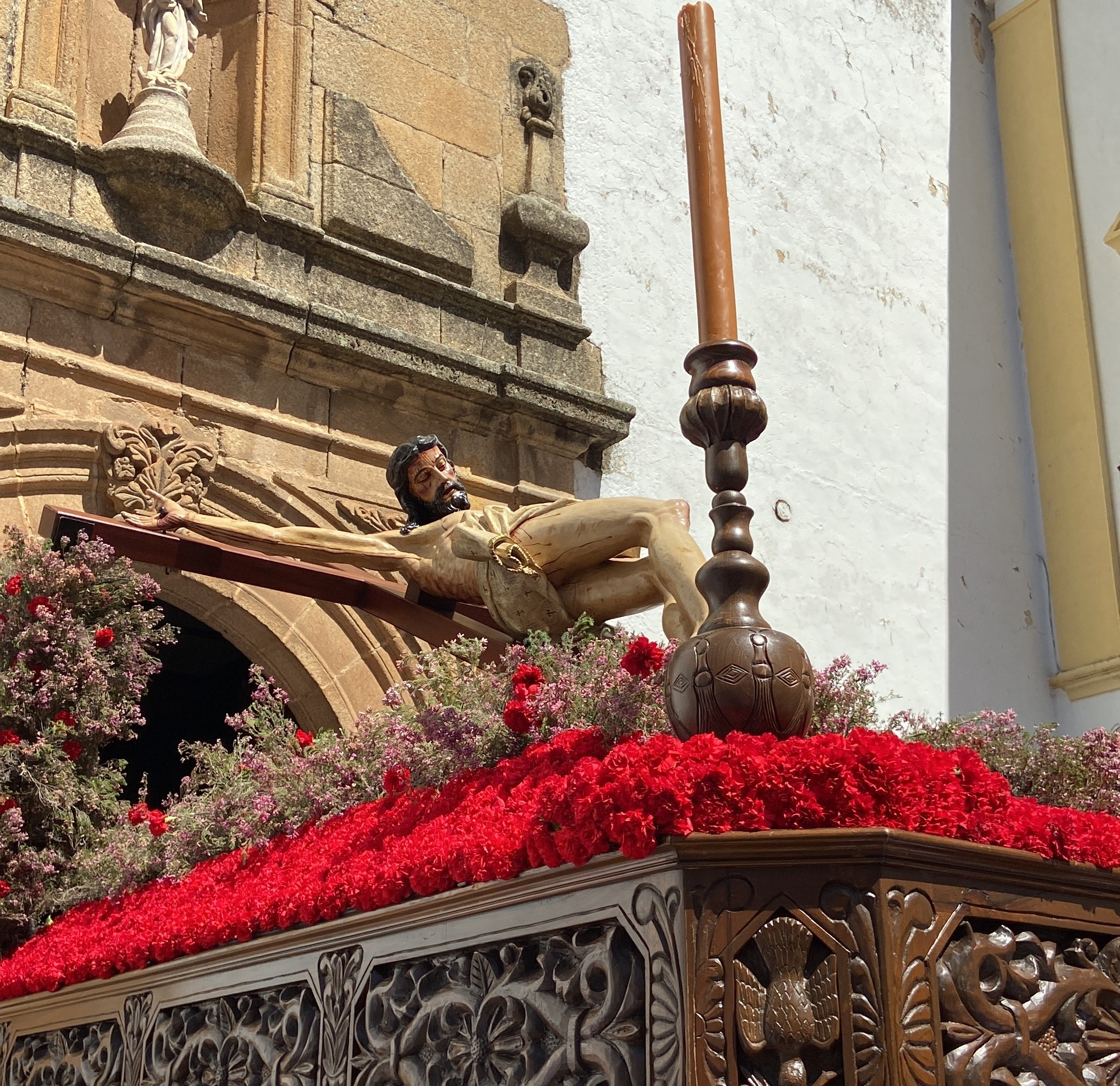
Santísimo Cristo del Calvario en su salida de Santo Domingo

#### Hábito
- Hermanos de escolta: Túnica negra sujeta a la cintura con un cordón franciscano, capa blanca con la cruz del Santo Sepulcro en fieltro rojo prendido a la altura del hombro derecho, capirote blanco, y guantes blancos

- Hermanos de carga: Sustituyen capa y capuchón por capelina blanca.[15]

#### Paso
- Santísimo Cristo del Calvario (Escuela de Gregorio Fernández, s. XVI).

#### Itinerario
Templo Conventual de Santo Domingo, Santo Domingo, plaza de la Concepción, Moret, Pintores, plaza de San Juan, San Pedro, Donoso Cortés, Pizarro, Sergio Sánchez, plaza del Doctor Durán, corredera alta de San Juan, Gran Vía, Plaza Mayor, General Ezponda, Santo Domingo y Templo Conventual de Santo Domingo.

#### Acompañamiento Musical
- Banda de C.C.T.T. Santísimo Cristo del Humilladero (Cáceres) en la Cruz de Guía
- Agrupación Músico-Cultural de Bienvenida en el paso de Cristo.[15]

#### Cortejo
310 personas. (2023)

#### Jefe de Paso:
Juan Narciso García-Plata

## Celebraciones y cultos
En cuanto a las celebraciones cultuales que organiza la Hermandad se destaca:
- Solemne Triduo en honor al Santísimo Cristo del Calvario. Tiene lugar la última semana de Cuaresma, en concreto desde el miércoles de Pasión hasta el Viernes de Dolores, donde se expone a la Sagrada Imagen en solemne besapie.[16]
- Cruz de Mayo. Se realiza en los primeros días del mes de mayo en el patio del claustro del Templo de Santo Domingo
- Velada Literaria. Se realiza posteriormente a la Pascua de Resurrección.
- Operación Kilo-Litro. Tiene lugar durante varias fechas en el año, se enfoca principalmente en el colegio San Antonio de Padua, IES Universidad Laboral y Templo de Santo Domingo, donde se recogen alimentos para la Casa de la Misericordia de Alcuéscar. [17]